# ليلة عيد (مسلسل)
ليلة عيد، مسلسل تلفزيوني كويتي أنتج وعرض بعام 2010. كتبه حمد بدر وأخرجه حسين أبل.

## قصة المسلسل
تدور أحداث المسلسل بين فترتين زمنيتين تمتد ما بين عامي 1967 و2010 حول الفتاة «لولوة» التي تعيش وسط إخوتها كخادمة لهم ومربية لأولادهم، وذلك نتيجة غلطة ارتكبتها في صباها خلال إحدى ليالي العيد تمثلت بإقامة علاقة مع شاب غني وطائش قام باستغلالها مما أسفر عن حملها ومن ثم إجهاضها عنوة على يد أسرتها. وتتعاقب الأحداث مع مرور الوقت والسنوات، ليزداد ظلم الإخوة وتحكمهم بمصير «لولوة» وحياتها تحت الترهيب بطردها والتخلي عنها تارة، والتهديد بكشف ماضيها ثم يتسامحون منها عند موتها وكان يوم وفاتها ليلة العيد.

## الممثلين والشخصيات
| الممثل              | الشخصية                     |
| ------------------- | --------------------------- |
| حياة الفهد          | منيرة أم داود لولوة (كبيرة) |
| غانم الصالح         | داود (كبير)                 |
| أحمد الجسمي         | عبد الكريم (كبير)           |
| قحطان القحطاني      | عبد الطيف (كبير)            |
| عبد الإمام عبد الله | أبو غانم                    |
| سلمى سالم           | زوجة عبد الكريم موضي        |
| شذى سبت             | شذى ابنه عبد الكريم         |
| جواهر               | غالية ابنه داود             |
| مريم حسين           | هند ابنه عبد الكريم         |
| عبد الله عباس       | عبد اللطيف (شاب)            |
| ليلى السلمان        | أم غانم                     |
| أمل عبد الكريم      | زوجة داود سارة (كبيرة)      |
| منصور المنصور       | أبو داود                    |
| علي كاكولي          | غانم (شاب)                  |
| عبد الله الطراروة   | داود (شاب)                  |
| باسم عبد الأمير     | زوج غالية فلاح              |
| عبد المحسن العمر    | بدر ابن داود                |
| عيسى الحمر          | سلمان ابن عبد الكريم        |
| فرح                 | لولوة (شابه)                |
| يوسف البلوشي        | حمد (شاب)                   |
| ناصر عباس           | عبد الكريم (صغير)           |
| أحمد الضرمان        | غانم (كبير)                 |
| سناء صالح           | نوف ابنه داود               |
| هايدي               | مريم ابنه داود              |
| هنوف السعدون        | زوجة داود سارة (شابه)       |
| ناصر عباس           | الابن الصغير                |